# Perano
Perano är en ort och kommun i provinsen Chieti i regionen Abruzzo i Italien. Kommunen hade 1 576 invånare (2018).